# Zethopsus
Zethopsus (лат.) — род хищных коротконадкрылых жуков трибы Bythinoplectini из подсемейства ощупники (Pselaphinae). Включает более 10 видов.

## Распространение
Юго-Восточная Азия, Австралия.

## Описание
Мелкие коротконадкрылые жуки—ощупники (Pselaphinae). Длина тела 1,3 мм. Усики 10-члениковые, булавовидные (булава образованы десятым вершинным члеником). Голова и переднеспинка микробугорчатые. Голова с фронтальным рострумом составляет одну треть ширины головы; максиллярные щупики с третьим члеником почти такой же величины, как и второй, четвертый членик поперечный, только четвертый членик с крупным усеченным бугорком, несущим полушаровидную шляпку. Переднеспинка со срединным дисковидным вдавлением, срединное переднебазальное вдавление разделено продольным килем. Надкрылья с килями по боковым краям.

## Систематика
Включает более 10 видов. Род был впервые описан в 1872 году, а его валидный статус подтверждён входе ревизии, проведённой в 2001 году энтомологом Дональдом С. Чандлером (University of New Hampshire, Durham, Нью-Гэмпшир, США). Род отнесён к трибе Bythinoplectini (надтриба Euplectitae) из подсемейства Pselaphinae и близок к афротропическому роду Zethopsoides.
- Zethopsus batavianus (L.W.Schaufuss, 1882) [4]
- Zethopsus dohrni Raffray, 1883[5]
- Zethopsus humilis Raffray, 1894[6]
- Zethopsus infuscatus (Motschulsky, 1851)[7]
- Zethopsus jarmilae Chandler, 2001
- Zethopsus laevipennis Raffray, 1893[8]
- Zethopsus opacus (L.W.Schaufuss, 1877)
- Zethopsus puncticeps  Raffray, 1904[9]
- Zethopsus simplicifrons  Reitter, 1884
- Zethopsus tythus  (L.W.Schaufuss, 1887)
- Zethopsus venustus  (L.W.Schaufuss, 1887)[10]